# Le Tigre sort sans sa mère
Pour plus de détails, voir Fiche technique et Distribution.
Le Tigre sort sans sa mère (Da Berlino l'apocalisse) est un film d'espionnage franco-ouest-germano-italien réalisé par Mario Maffei et sorti en 1967.
Il s'agit d'une adaptation du roman Câline Olivia de Jean Laborde, publié en 1964.
À l'inverse de ce que le titre français peut suggérer, Le Tigre sort sans sa mère n'est pas la suite des deux films d'espionnage de Claude Chabrol Le Tigre se parfume à la dynamite et Le Tigre aime la chair fraîche dans lesquels joue également Roger Hanin.

## Synopsis
Alors que l'agent secret français Julien Saint-Dominique se trouve à Berlin, son ami et collègue Félix est abattu dans le dos par un inconnu. Félix voulait justement transmettre à Saint-Dominique des informations importantes sur une dangereuse organisation secrète qui conspire pour aviver les tensions entre le bloc de l'Ouest et le bloc de l'Est et précipiter un affrontement militaire. Son terrain d'action privilégié est le Berlin divisé de l'époque. C'est dans cette ville que le contact de Saint-Dominique, le scientifique Raischau, est enlevé. De toute évidence, les commanditaires  dirigés par une la République populaire de Chine, veulent provoquer un échange nucléaire entre l'OTAN et le Pacte de Varsovie, et ainsi déclencher une Troisième Guerre mondiale.
Saint-Dominique, mandaté par son supérieur, le colonel Lasalle, tente d'éviter le pire. Il rencontre la fille de Raischau, Ingrid, et fait la connaissance de la mystérieuse et séduisante Olivia, une femme dangereuse. Une autre piste le mène même jusqu'à Mexico, où Saint-Dominique manque d'être victime d'une tentative d'assassinat. Dans cette affaire délicate, l'agent des services secrets français est soutenu par un collègue de la CIA américaine. Derrière le rideau de fer, une rencontre décisive a lieu à Berlin-Est avec le mystérieux Papillon. De retour à l'Ouest, Saint-Dominique doit constater qu'il a été dupé : Félix, son ami, n'est pas mort, mais collabore avec l'ennemi. Son plan n'est rien de moins que de manipuler les voies de communication militaires des deux blocs afin de les pousser à l'affrontement. Finalement, Saint-Dominique, « Le Tigre » comme on le surnomme, parvient à éviter in extremis le déclenchement d'un conflit nucléaire.

## Fiche technique
Sauf indication contraire, les informations mentionnées dans cette section peuvent être confirmées par la base de données cinématographiques Unifrance,  présente dans la section « Liens externes ».
- Titre français : Le Tigre sort sans sa mère ou De Berlin vient l'apocalypse ou Face à face à Berlin ou Câline Olivia[2]
- Titre original italien : Da Berlino l'apocalisse[3]
- Titre original allemand : Heißes Pflaster für Spione[4]
- Réalisation : Mario Maffei assisté de Claude Vital et Renzo Girolami
- Scénario : Vincenzo Mannino (it) (sous le nom de « Vincenzo Flamini »), Carlo Gualtieri, Albert Kantof, Mario Maffei d'après le roman Câline Olivia de Jean Laborde, publié en 1964.
- Photographie : Mario Fioretti (it)
- Montage : Franco Attenni
- Musique : Bruno Nicolai
- Décors : Antonio Visone (it)
- Costumes : Itala Scandariato
- Maquillage : Emilio Trani
- Production : Emo Bistolfi, Yvon Guezel, Robert Dorfmann
- Sociétés de production : Universum Film AG (Munich), Les Films Corona (Paris) European Incorporation (Rome)
- Pays de production :  Italie •  France •  Allemagne de l'Ouest
- Langue originale : italien
- Format : Couleur par Eastmancolor • 2,35:1 • Son mono • 35 mm
- Durée : 98 minutes
- Genre : Film d'espionnage
- Dates de sortie :
  - Italie : 9 février 1967
  - Allemagne de l'Ouest : 29 mars 1967
  - France : 24 juillet 1968

## Distribution
- Roger Hanin : Julien Saint-Dominique, dit « Le Tigre »
- Margaret Lee : Olivia
- Peter Carsten : Günther
- Claude Dauphin : Lasalle
- Helga Sommerfeld : Ingrid
- Ivan Desny : Steve
- Brigitte Wentzel : Frida
- Jane Massey : Jill Garfield
- Giovanna Lenzi : l'employée de Felix
- Ennio Balbo : Papillon
- Edy Biagetti : Felix
- Ugo Pagliai : lieutenant soviétique